# Lisa Joyner

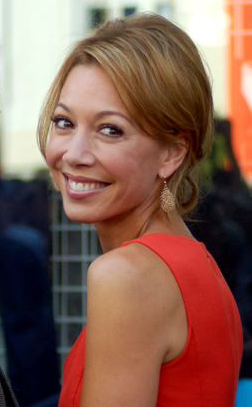
Lisa Joyner (2011)

Lisa Marie Joyner (* 31. Dezember 1966 in San Diego) ist eine US-amerikanische Reporterin und TV-Moderatorin.

## Karriere
Lisa Joyner hat im Bereich von Los Angeles für die Sender KTTV und KCBS-TV die Prominews moderiert. Sie erlangte erstmals nationale Anerkennung für ihre InFANity-Segmente im TV Guide Network. Sie moderierte die Sendung Find My Family bei ABC. Die Sendung vereint adoptierte Kinder mit ihren Geburtsfamilien. Außerdem moderiert sie die Sendung Long Lost Family auf dem Sender TLC.

## Leben
Joyner ist seit dem Jahr 2007 mit Jon Cryer verheiratet. Cryer ist vor allem für seine Rolle als Alan Harper in der Sendung Two and a Half Man bekannt. Die Familie adoptierte 2009 ein Mädchen namens Daisy.